# Ondřej Provazník
Ondřej Provazník (* 5. února 1978 Praha) je český filmový režisér a scenárista, autor dokumentárních i hraných filmů. Debutoval samostatně v roce filmem Sbormistr.

## Život
Vystudoval žurnalistiku na Fakultě sociálních věd Univerzity Karlovy (2000), následně začal studovat scenáristiku a dramaturgii na Filmové a televizní fakultě Akademie múzických umění v Praze. Studium zakončil v roce 2009. Pracoval mimo jiné v kulturní rubrice Lidových novin, později spolupracoval na pořadech České televize (Kosmopolis).

## Tvorba
Svou tvorbu zahájil nejprve dokumentárními snímky, které připravoval v tandemu se scenáristou a režisérem Martinem Duškem. Mezi největší společné úspěchy patří celovečerní dokumentární film Poustevna, das ist Paradies!, který získal hlavní cenu na MFDF v Jihlavě v roce 2007. Na tuto spolupráci navázali dalším, tentokrát hraným filmem Staříci. Jako spoluscenárista se podílel na seriálech Dáma a král, Mamon, Letiště nebo Doktor Martin. V roce 2025 debutuje svým prvním samostatným filmem Sbormistr, který má premiéru na 59. Mezinárodním filmovém festivalu v Karlových Varech.

## Filmografie
- 2007 – Poustevna, das is Paradies! (dokument, scénář, režie, produkce, střih, společně s Martinem Duškem)
- 2010 – Ženy SHR (dokument)
- 2012 – Dva nula (pomocná režie)
- 2018 – Sněží! (dramaturgie)
- 2019 – Někdy je to jenom řeka (scénář)
- 2019 – Staříci (námět, scénář, filmová povídka, společně s Martinem Duškem)
- 2025 – Sbormistr